# Termoscopio

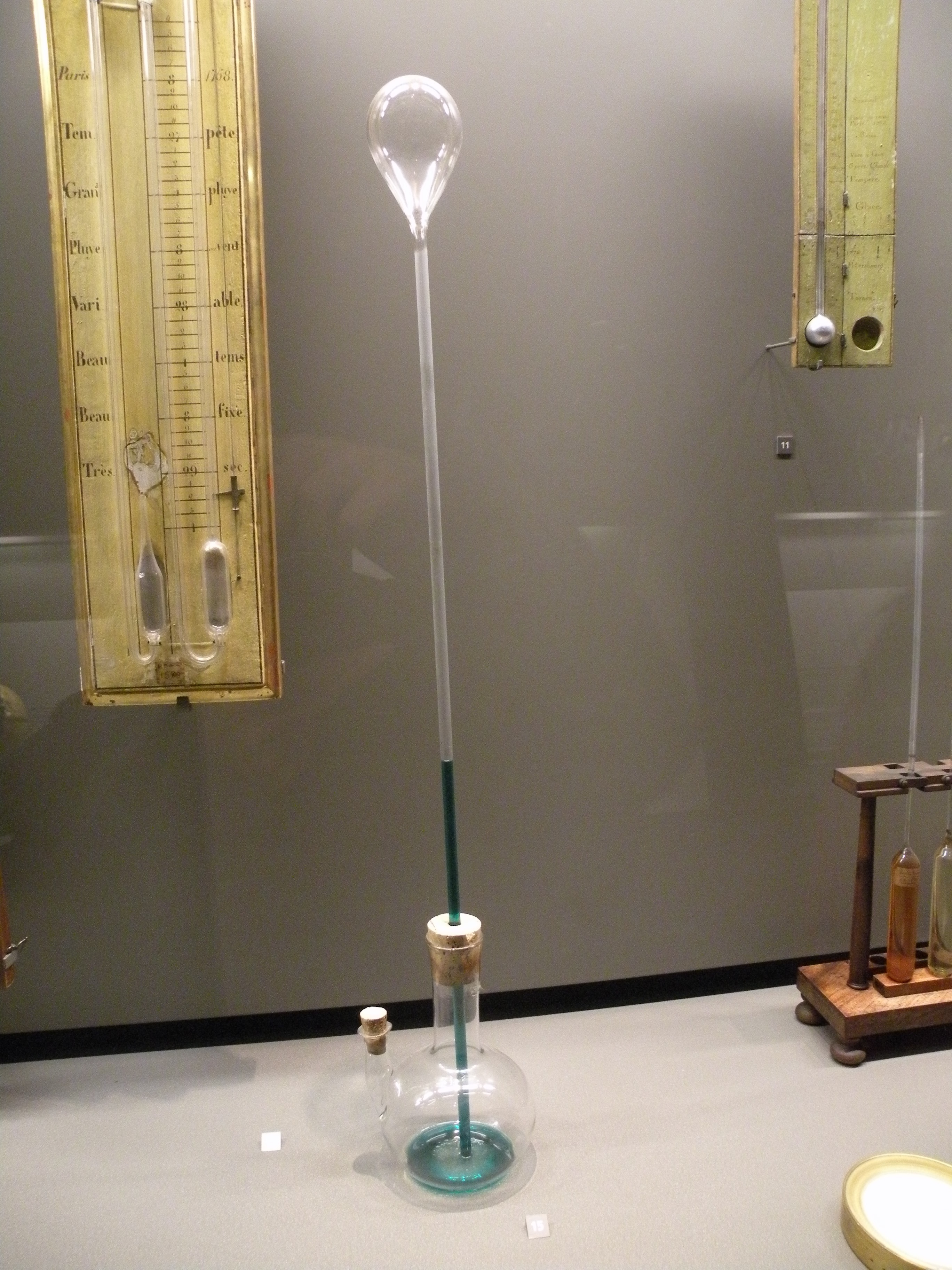
Termoscopio de Galileo. Musée des Arts et Métiers.

Un termoscopio es un dispositivo que muestra cambios en la temperatura. Un diseño típico es un tubo de vidrio con una ampolla en su parte superior en el que el nivel de una columna de líquido asciende o desciende en función de los cambios de temperatura. Los termómetros modernos evolucionaron gradualmente a partir de este diseño básico, con la adición de una escala a principios del siglo XVII y la normalización de su diseño a través de los siglos XVII y XVIII.

## Historia
En la Grecia antigua se manejaban los conceptos de caliente y frío, y se realizaban experimentos simples que pueden considerarse, en forma retrospectiva, las bases de la termometría. Empédocles de Agrigento en su obra del 460 a. C.  Sobre la Naturaleza ya describía dispositivos similares.
Pero no fue sino hasta finales del siglo XVI (1592) cuando apareció el primer termoscopio, atribuido generalmente al científico italiano Galileo Galilei. Con este instrumento sólo podían obtenerse datos cualitativos, ya que inicialmente carecía de una escala de referencia que permitiese cuantificar las variaciones de temperatura. La idea de proveer al termoscopio con una escala y convertirlo así en un termómetro, se atribuye a Santorio Santorio, colega de Galileo Galilei, en 1611. El trabajo de Galileo con los termoscopios lo llevó a desarrollar un concepto atomicista de la esencia del calor, descrito en su libro Il Saggiatore en 1623.
Como ya se ha mencionado, Galileo Galilei muy posiblemente inventó el termoscopio hacia 1592. Posteriormente, en 1612, su médico y amigo Santorio Santorio añadió una graduación numérica al dispositivo y le dio un uso medicinal. Por último, Gabriel Fahrenheit, en el año 1714, creó el primer termómetro a base de mercurio, con una escala de 180 grados entre los puntos de congelación (32F) y de ebullición (212) del agua. Pocos años después, Anders Celsius propondría su escala, que establecía esta diferencia entre 0 y 100 grados.

## Funcionamiento

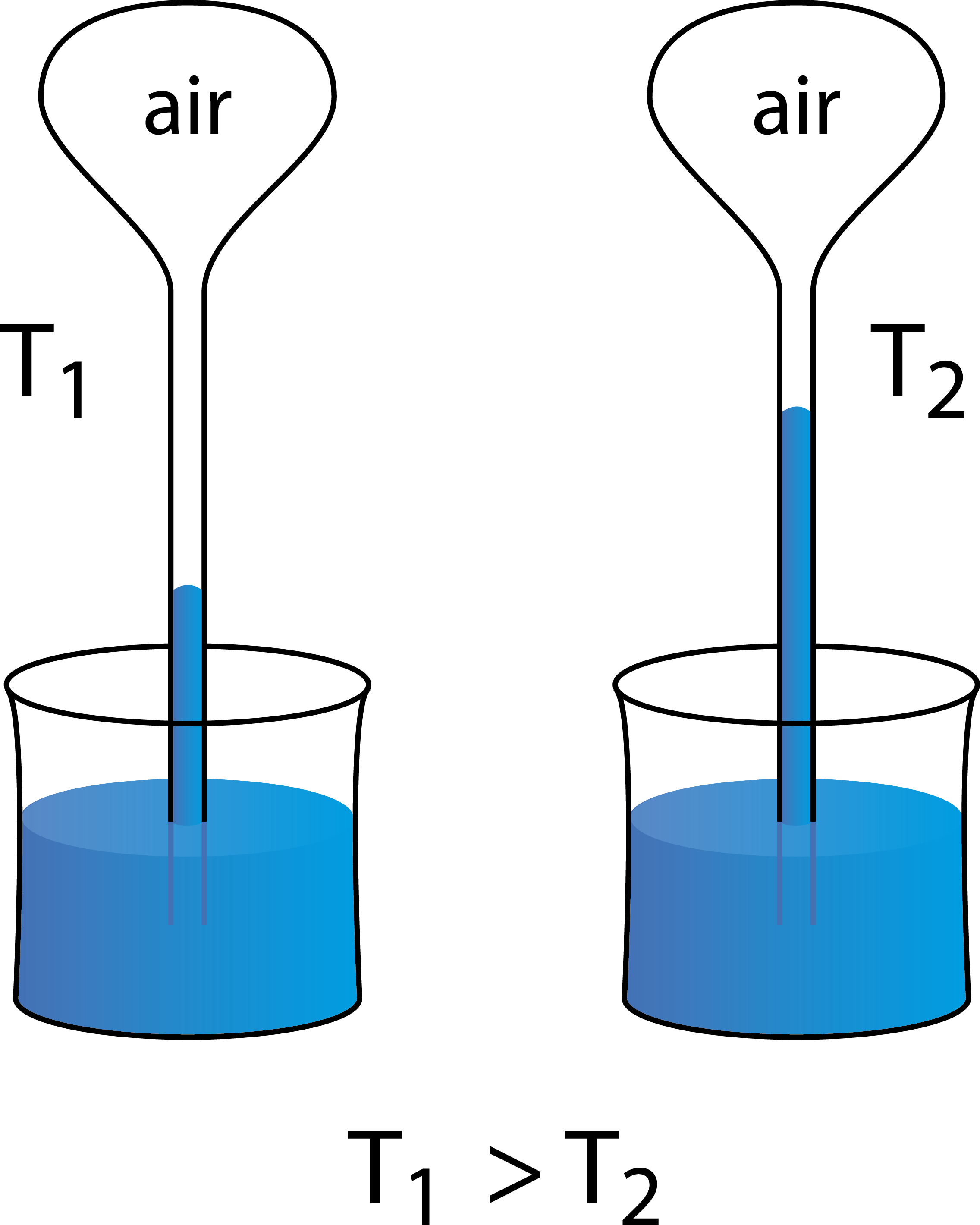
Principio del termoscopio.

El dispositivo fue construido utilizando una pequeña jarra llena de agua, donde se introducía verticalmente uno de los extremos de una varilla cilíndrica hueca de vidrio, unida a una gran ampolla de cristal en su parte superior. Los cambios en la temperatura del aire contenido en esta ampolla, ejercen bien una presión positiva o un efecto de succión sobre la columna de agua situada por debajo, haciéndola bajar o subir respectivamente.
Los termoscopios de gran tamaño situados al aire libre, parecían mostrar un movimiento perpetuo del agua que contenían, siendo a veces denominados perpetuum mobile por este motivo.